# 佐々木雅寿
佐々木 雅寿（ささき まさとし、1963年1月28日 - ）は、日本の憲法学者。学位は、博士（法学）。北海道出身。
2007年より北海道大学大学院法学研究科教授。専門は違憲審査制、カナダ憲法。

## 略歴
- 1986年 北海道大学法学部卒業
- 1988年 同大学大学院法学研究科修士課程修了
- 1989年 同大学大学院法学研究科博士課程退学
- 1989年 同大学法学部助手
- 1989年 - 90年 トロント大学大学院に留学（トロント大学法学修士）
- 1990年 大阪市立大学法学部助手
- 1991年 同大学法学部助教授
- 1995年 北海道大学において論文「現代における違憲審査権の性格　-カナダと日本の比較を中心として-」により博士（法学）を取得
- 2001年 大阪市立大学法学部教授
- 2007年 北海道大学大学院法学研究科教授

## 著書・編著
- 『現代における違憲審査権の性格』（有斐閣、1995年）
- 『はじめての憲法学』（共著）（三省堂、2004年）
- 『グローバル化時代の法と法律家』（共編）（日本評論社、2004年）
- 『日本国憲法解釈の再検討』（共著）（有斐閣、2004年）